# Compagnie française des mers orientales
La Compagnie des mers orientales – plus précisément Compagnie française des mers orientales – est une compagnie commerciale créée par une compagnie de marchands des villes de Laval, Saint-Malo, et Vitré en 1601 dont l'objet était de naviguer et négocier dans toutes les Indes et mers orientales. Cette compagnie peut être considérée comme précurseur de la Compagnie française des Indes orientales.
Sa création visait à donner aux villes de Laval, Saint-Malo, et Vitré un outil de commerce international avec l'Asie et à concurrencer les puissantes Compagnies européennes fondées au XVIIe siècle, comme la Compagnie néerlandaise des Indes orientales.

## Naissance du nouveau commerce français avec l'Asie

### Introduction
Voyager vers les Indes orientales via la route maritime des épices apparaît comme une entreprise lucrative ne nécessitant pas de colonisations. Le but pour les marchands est un aller-retour de marchands qui veulent arriver sur les lieux mêmes du négoce.
Ainsi François Ier en 1537 et en 1543, et Henri III, dans un texte du 15 septembre 1578 veulent encourager les entreprises lointaines. Malheureusement, à l'époque, la France est épuisée par les guerres de Religion, et ne possède pas les moyens de ses ambitions.

### Des initiatives éparses contrées par les Hollandais
Dès le milieu du XVIe siècle, suivant la trace des Portugais — premiers à ouvrir les routes de l'Inde et de l'Asie du Sud-Est —, quelques explorateurs français, des corsaires et des aventuriers arment des navires pour rejoindre « Cathay » et « les Indes » et en rapporter des épices. Ils ne rencontreront pratiquement aucun succès commercial.
À partir de 1600, les premières expéditions commerciales de commerçants malouins ou dieppois sont régulièrement lancées vers l'Asie.
Cette compagnie fait partie d'une série d'éphémères compagnies de commerce qui bénéficieront plus tard par lettres patentes d'un monopole commercial (Compagnie Le Roy et Godefroy en 1604 devenue Compagnie des Moluques en 1615, Compagnie de Montmorency pour les Indes orientales, créée en 1611 par Charles de Montmorency-Damville, Amiral de France).

### Laval, Vitré, Saint-Malo
Laval et Vitré sont à la fin du XVe siècle des villes avec une économie parmi les plus florissantes du duché de Bretagne, et de France. Les deux villes ont continué leur extension dans la ville close autour de leurs remparts et dans ses faubourgs. Elles possèdent la particularité d'avoir le même seigneur : le comte de Laval est aussi Baron de Vitré.
L'apogée se situe au XVIe siècle lorsque la Confrérie des Marchands d'Outre-Mer de Vitré vend ses toiles de chanvre et ses canevas dans toute l’Europe. Il en est de même avec le commerce des toiles de lin de Laval.
Ce marché se faisait via le port de Saint-Malo qui commerçait avec les comptoirs d’Amérique du Sud et de toute l’Europe notamment avec la Hanse (grande et puissante association commerciale de l’Europe septentrionale au cours du Moyen Âge).
On retrouve dans les deux villes :
- des maisons, des grands hôtels particuliers et des éléments Renaissance ;
- des pionniers, navigateurs, marchands, explorateurs comme :
  - Guyon Lefort, natif de Hollande, rencontré par Pyrard lors de l'expédition, le long des côtes malgaches, fils du marchand originaire de Vitré François Lefort, neveu de Balthasar de Moucheron ;
  - Daniel Le Hirbec, natif de Laval ;
  - Pierre-Olivier Malherbe, natif de Vitré, considéré comme le premier voyageur à avoir effectué le tour du monde par voie terrestre.

### Compagnie française des mers orientales
Le 13 novembre 1600, la compagnie de Saint-Malo, Laval et Vitré, dite des mers orientales est fondée. Est formée une société au capital de 80 000 écus pour négocier aux Moluques, voire au Japon. L'enjeu pour elle est de propager la foi catholique, et d'augmenter la puissance politique et économique de la France. Il s'agit d'une compagnie de découverte, d'occupation et de commerce. L'intention est de briser le monopole exercé dans cette région par les Portugais et les Espagnols.
Avertis des énormes bénéfices effectués par des compagnies hollandaises aux Moluques, comme la Compagnie de Moucheron, en 1601, la compagnie qui rêve des Moluques arme deux navires, le Corbin et le Croissant pour sonder le guay et chercher le chemin des Indes.
L'objectif de cette mission était de sonder le gué, chercher un chemin des Indes et le montrer aux Français. On retrouve aussi dans cette expédition des Hollandais, qui seront des compagnons d'infortune de François Pyrard. Il n'y a pas plus de 180 hommes à bord, ils sont originaires de Saint-Malo, Vitré, Laval, Rennes, Dinan et Fougères. Ils sont des gens capables, sur toutes les autres nations, des plus hautes entreprises du monde.
Balthasar de Moucheron est de connivence avec cette expédition : l'équipage du bateau retrouvera plusieurs fois des navires hollandais, avec notamment Guyon Lefort, son neveu. Un document daté de 1600 montre que Moucheron avait mis son expérience au service de sa patrie La France. Il est possible que la disgrâce de Guyon Lefort soit liée à cette connivence, mal vue par certains Hollandais. Sa famille avait depuis 40 ans les plus étroites relations avec les négociants de Saint-Malo, Vitré et Laval, particulièrement avec les Gravé.
« Ces messieurs les Français de Saint-Malo s'imaginaient être là en grande sûreté, parce qu'ils étaient catholiques romains, surtout en descendant à terre pour aller ouïr la messe. Mais la messe leur coûta bien plus cher que s'ils en eussent payé la façon aux prêtres, car les Portugais en massacrèrent quelques-uns et en retinrent d'autres prisonniers, pour qui il fallut payer de grosses rançons, jusqu'à mille écus en argent, avec différentes marchandises ».
Il reste néanmoins que l'équipage des navires français est lié à la Ligue, et est aussi proche des Jésuites, comme François Pyrard. Les navires hollandais sont protestants, avec les familles Lefort et Moucheron émigrés de France. Ce point est souligné dans la relation de Joris van Spielberg.
Il est possible que cette compagnie soit aussi liée à Pierre Malherbe, qui conseillera au roi Henri IV de fonder la fortune de la France sur l'exploitation des pays d'outre-mer, et qui va narrer ses aventures à son géographe Pierre Bergeron (1585-1638), tout comme François Pyrard.

#### Personnages de l'expédition
- Michel Frotet, sieur de la Bardelière, commandant du Croissant, surnommé l' Ajax Malouin. Il est né à Saint-Malo le 31 décembre 1549. Comme son cousin[7], il soutient la Ligue. Nommé capitaine-générale de la milice, il a des importants commandements dans la guerre de 1589-1591. Ses succès lui valèrent son surnom. Il meurt lors de l'expédition retour le 1er décembre 1602 et est remplacé par le Sieur de la Villeschar, son second.
- François Grout, sieur du Closneuf, commandant du Corbin, connétable de Saint-Malo. Il est d'une vieille famille de Saint-Malo, d'origine Hollandaise[8].
- François Martin
- Christophe Moreau, sieur du Boiscent[9], bourgeois de Vitré, les accompagnent comme principal agent de la compagnie[10].
- Thomas Pépin. Lieutenant du Corbin. Il est de Saint-Malo. Il meurt le 30 août 1601 à l'île d'Anobon, dans le golfe de Guinée. Les Portugais, qui étaient les maîtres de l'Ile, attirèrent six des officiers français dans un piège : il y eut un engagement; le lieutenant du Corbin, nommé Thomas Pépin est blessé mortellement.
- François Pyrard
- Wouter Willekens ou encore Wilkens[11], hollandais, né en 1573 à Zevenbergen, pilote du Corbin[12]. Il y avait aussi un pilote anglais sur le même bateau. Jeune, il participe en mer au service des Portugais à des voyages en Inde et au Japon. Il a fait partie comme enseigne de l'expédition néerlandaise de Cornelis de Houtman. Il fait partie comme marchand de la flotte de Jacob Cornelius van Neck lors de la deuxième expédition néerlandaise vers les Indes orientales en 1598. Il fait partie des navigateurs qui vont trouver les dodos sur l'île Maurice. Son journal de bord serait selon Keuning (1940) à l'origine de la relation de voyage dont les exemplaires en néerlandais[13] se sont perdus et qui n'a été conservée que dans une traduction anglaise. Il navigue sur l' Utrecht, mais revient en Hollande sur le Vrieslandt où il revient comme pilote. Il fait partie des administrateurs établis par Willem van der Haegen pour la première expédition néerlandaise vers les Indes Orientales par l'Ouest. En 1606, il offre ses services à l'Espagne à Bruxelles[14].

On trouve aussi entre autres de Vitré :
- Julien Bigot,
- André Burel,
- Jean Fournier,
- Mathurin Huré[16], sieur de la Massonais, époux de Guillemette du Verger.
- Jean Le Coq,
- Paul Martin.

### Désignations
La Bardeliére monte le Croissant, qui était le navire amiral. François Grout commandait le plus petit navire le Corbin, avec le titre de lieutenant ou de vice-amiral.

### Le Croissant et Le Corbin

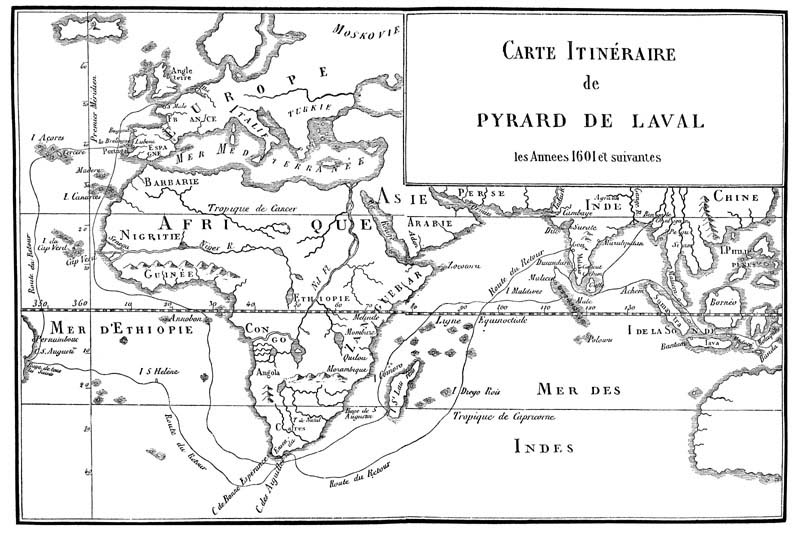
Itinéraire de François Pyrard

Cette expédition en 1601 sera relaté par un double témoignage dans des ouvrages de :
- François Pyrard de Laval, à bord du Corbin, marchand ;
- François Martin de Vitré, à bord du Croissant, chirurgien.

Ils partirent ensemble le 18 mai 1601 de Saint-Malo pour rejoindre les Indes sur les navires le Croissant et le Corbin. Sur les deux navires initialement partis, seul le Croissant, possédant un plus fort tonnage peut aller jusqu'à Sumatra et revenir en 1603.
Pyrard indique dans sa relation le caractère de l'expédition :

« Et néantmoins à dire vray, la France négligeant ce trafic, se prive d'une richesse que la nature lui offre - l'ayant après tant d'autres biens, baignée de deux riches mers, accommodées de plusieurs bons ports et havres, par le moyen de quoy elle peut avoir communication, traicter et négocier avec plusieurs peuples lointains d'un costé et d'autre, comme si elle était proche et voisine du Levant et du Couchant et de toutes les contrées les plus esloignées. Joint qu'il faut avouer que c'est la plus noble et la plus excellente navigation, que celle de la mer, qui va parmy tant de hazards enlever les richesses et singularitez des autres terres, pour en enrichir son pays, et porter ce dont il affluë à ceux qui en ont besoin. [...] Les Français [...] sont maintenant contraints de prendre d'eux en destail, l'or, les épiceries et singularitez de l'Orient, au lieu qu'ils les eussent peu aller quérir eux-mesmes et les départir aux autres. Ainsi jusqu'à présent les Espagnols et Portugais essayent d'asservir à eux seuls, les éléments communs à tous, fermer la mer, et chasser par toutes sortes de mauvais traitements les Français et autres nations qui voudraient voyager et trafiquer sur les lieux. Cela meut principalement une Compagnie de marchands de S. Malo, Laval et Vitré, en l'an 1601 de fonder le guay, chercher le chemin des Indes, le montrer aux Français, bref puiser à la source. »

Martin indique dans sa relation la curiosité et la fierté de son choix pour :

« II n'y a point de meilleure escholle pour former nostre vie que de voir incessamment la diversité de plusieurs autres vies et apprendre dans la variété de mœurs et des coustumes des nations estrangères, principalement de celles qui sont les plus esloignées de ceste partie du monde en laquelle nous habitons, le moyen de nous inciter à la vertu et de nous retirer du vice. »

« Ce qui me faict déplorer le défaut de la nation Françoise, laquelle estant plus que toute autre, naturellement pourvue de vivacité d'esprit et de valeur redoutable, a néanmoins languy si longtemps dans le sommeil d'oysiveté, mesprisant ces enseignements et outre cela les trésors des Indes Orientales, desquelles les Portugais et Espagnols se sont enrichis (si je l'ose dire aucunement à nostre préjudice)... »

« Une compagnie de marchans de sainct Malo, Vitré et l'Aval se sont réveillez les premiers pour effacer ceste honte et enrichir le public des singularitez de l'Orient, se sont résolus, exposant leurs moyens et leurs vies au hasard de mille morts dont la mer est remplie, de mettre les voiles au vent pour y faire un voyage... »

## Rencontre avec les Hollandais de Van Spielberg
Le 27 décembre 1601, les deux vaisseaux français sont rejoints au Cap de Bonne-Espérance par les bateaux hollandais de Joris van Spilbergen missionnés par Balthasar de Moucheron. À ce moment-là, van Splibergen a perdu de vue son Vice-Amiral depuis le 24 décembre. Le Vice-Amiral de la flotte hollandaise est Guyon Lefort, commandant du Ram', un des bateaux hollandais. C'est le fils du marchand, originaire de Vitré François Lefort, et le neveu de Balthasar de Moucheron.
Après des visites respectives, les Français et Hollandais se séparent le 1er janvier 1602 en bons amis.
Plus tard, Guyon Lefort, commandant du Ram' de la même flotte hollandaise (et en péril à la suite d'une tempête) trouve le 19 février, le long des côtes malgaches les deux vaisseaux français. Les trois commandants s'accommodent d'une terre commune pour un lieu de défense, et que les Français utilisent pour soigner leurs marins atteints du scorbut. Après une pause de plusieurs jours, le Ram repartit. Lefort meurt à Atjeh le 7 mars 1603 après avoir été accusé par Joris van Spilbergen de tentative de conspiration, et relevé de ses charges.

## Échec de l'expédition
L'entreprise se termine sur un échec :
- Le Corbin échoue le 3 juillet 1601, sur les côtes des Maldives.
- Le Croissant va jusqu'à Sumatra, et revient chargé d'épices le 20 novembre 1602 pour rentrer en France. Le 21 mai 1603, près du Cap Finisterre en Espagne, le bateau rencontre 3 navires hollandais venant de Venise ; qui lui portent secours et recueillent l'équipage. Contrairement aux règles maritimes, il[Qui ?] pille l'ensemble de la cargaison, et le navire ne tarde pas à couler au fond. Le reste de l'équipage arrive à Plymouth, et peut regagner la France. La cargaison est estimée par la compagnie à deux millions.

D'après Édouard Frain de la Gaulayrie, il ne rentre que 14 hommes sut 160 ou 180 partants.
L'intérêt puissant attaché par Henri IV à cette compagnie :
- se montre dans une lettre patente octroyée à François Martin en 1604 où ce dernier devient apothicaire avec une boutique de pharmacie à Rennes en raison d'éminents services et de par les connaissances étendues du bénéficiaire
- la publication des relations de voyages

Une mention portée dans le registre des décès de l'Église Notre-Dame de Vitré en 1603, montre que la compagnie comptait dès le début organiser un service régulier avec l'Océanie. En relevant le nom des 8 habitants qui avaient pris part au voyage, le greffier ajoute que l'un d'eux André Burel, est demeuré aux Moluques pour y fonder sans doute un comptoir. En 1604, Henri IV cherche à fonder une Compagnie française des Indes Orientales, avec Brest, comme port d'armement, dotée pour 15 ans du privilège exclusif de commercer dans les mers orientales.

#### Pyrard
- Voyage de François Pyrard de Laval contenant sa navigation aux Indes orientales, Maldives, Moluques, et au Brésil : et les divers accidens qui lui sont arrivéz en ce voyage pendant son séjour de dix ans dans ces pays. Avec une description exacte des mœurs, loix, façons de faire, police et gouvernement; du trafic et commerce qui s'y fait; des animaux, arbres, fruits et autres singularitez qui s'y rencontrent, divisé en trois parties. Nouvelle édition revue, corrigée et augmentée de divers traitez et relations curieuses, avec des observations géographiques sur le présent voyage...Paris: Thiboust, 1619)
- Voyage du capitaine Phipps dans la mer glaciale du nord / Voyage de Pyrard de Laval aux îles Maldives. G.Difour et Ed.d'Ocagne. 1827[24].
- La dernière édition de cette relation de voyage remontait à 1679. Réédité par Chandeigne en 1999 :
  - Voyage de Pyrard de Laval aux Indes orientales (1601-1611) : contenant sa navigation aux Maldives, Moluques, Brésil, les divers accidents, aventures et dangers qui lui sont arrivés en ce voyage ... Suivi de la relation du voyage des Français à Sumatra de François Martin de Vitré (1601-1603)[25].

#### Martin
- Description du premier voyage fait aux Indes orientales par les Français, contenant les mœurs, les lois, façon de vivre, religions et habits des Indiens; [liens à l'ed. de Paris, 1604 numérisé]
- Martin, François, Description du premier voyage fait aux Indes orientales par les Français, Rennes, Les Portes du large, 2009, 200 p.  (ISBN 978-2-914612-33-3)
- Description et Remarque des animaux, épiceries, drogues aromatiques et fruits qui se trouvent aux Indes ;
- Traité du scorbut, qui est une maladie étrange qui survient à ceux qui voyagent en ces contrées, Paris, 1609, in-12.

#### Autres
- Louis Irisou, François Martin, apothicaire et explorateur, Revue d'histoire de la pharmacie, Vol.34, no 116, p. 105–112.
- Denys Lombard, Martin de Vitré. Premier Breton à Aceh (1601-1603). In: Archipel. Volume 54, 1997. Destins croisés entre l'Insulinde et la France. p. 3–12.
- Éric Meyer, La nature des contacts entre Sud-asiatiques et Européens avant l'ère coloniale : Robert Knox à Kandy et François Pyrard aux Maldives (conférence donnée à l'INALCO, Université Dauphine, le 3 mai 2000), Centre d'études et de recherches sri lankaises, Paris, 2000, 8 p.